# Werner vom Scheidt
Werner vom Scheidt (Grosbliederstroff, le 18 novembre 1894 -  Bad Bergzabern, le 3 mai 1984), est un graveur et peintre allemand.

## Biographie
Werner vom Scheidt naît à Grosbliederstroff, en Lorraine annexée, le 18 novembre 1894.
En 1919, vom Scheidt étudie d'abord l'économie à Heidelberg, avant de se tourner vers les arts. S'intéressant à la littérature russe, il illustre naturellement des œuvres de Gogol et Tourgueniev. En 1928, vom Scheidt épouse la romancière Martha Saalfeld (1898-1976). Pour son action dans le domaine culturel, il a reçu la Max-Slevogt-Medaille.
Werner vom Scheidt s'éteint le 3 mai 1984, à Bad Bergzabern, en Rhénanie-Palatinat.

## Publications

### Illustrations
- (de) Ivan Tourgueniev, Ein König Lear aus dem Steppenland (avec des gravures de Werner vom Scheidt, traduit du russe par Johannes von Guenther), Verlag Azur, Mannheim.
- (de) Ivan Tourgueniev, Der Hund (avec des dessins de Werner Vom Scheidt), Verlag Azur, Mannheim.
- (de) Nicolas Gogol, Die Nase (avec des gravures sur bois de Werner vom Scheidt), Verlag Azur, Mannheim.
- (de) Werner vom Scheidt, Gelebt und geliebt : Tierbegegnungen aus 8 Jahrzehnten (avec 25 illustrations de l'auteur ; avec une introduction de Werner vom Scheidt et une postface de Berthold Roland)
- (de) Friedrich Ferdinand Koch, Werner vom Scheidt, Öl - und Pastellbilder des Landauer Malers Friedrich Ferdinand Koch, 1863-1923, zum Gedenken.

### Catalogues d'expositions
- (de) Werner vom Scheidt : Radierungen, Holzschnitte, Handzeichnungen. Ausstellung im November 1951 in der Pfälzischen Landesgewerbeanstalt in Kaiserslautern.
- (de) Werner Vom Scheidt : Holzschnitte, Kordeldrucke, Handzeichnungen in der Pfälzischen Landesgewerbeanstalt. Ausstellung im Herbst 1964.
- (de) Grafik von Werner vom Scheidt, Karl-Ernst-Osthaus-Museum Hagen, 1970.
- (de) Wolfgang Venzmer, Werner vom Scheidt : das graphische Werk 1926-1974. Ausstellung zum 80. Geburtstag W. vom Scheidts im Mittelrheinischen Landesmuseum Mainz.
- (de) Berthold Roland, Werner vom Scheidt : Bildnis und Begegnung ; eine Dokumentation ; Graphik, Bücher, Briefe. Ausstellung 1981 in der Max-Slevogt-Galerie, Schloss « Villa Ludwigshöhe », Edenkoben.